# Kilka słów o Juliuszu Słowackim
Kilka słów o Juliuszu Słowackim – rozprawa krytyczna Zygmunta Krasińskiego z 1841 napisana w obronie Juliusza Słowackiego przed paszkwilami w prasie poznańskiej.

## O utworze
Rozprawa powstała w Rzymie w pierwszej połowie 1841 i została wydrukowana w poznańskim Tygodniku Literackim w trzech kolejnych numerach, na przełomie maja i czerwca 1841. Przyczyną jej napisania były paszkwile na Słowackiego, które ukazały się w tym piśmie na początku 1841.
Podstawę literackich rozważań Krasińskiego stanowi estetyka Schellinga oraz Heglowska triada, złożona z tezy antytezy i syntezy, której model wykorzystał autor w swym rozumowaniu. Sposób jej zastosowania do rozważań estetycznych mógł znaleźć u Schellinga. Od Schellinga pochodzi użyte w artykule wyróżnienie trzech stadiów malarstwa europejskiego, z którymi Schelling łączył nazwiska Michała Anioła, Corregia i Rafaela. Krasiński, przedstawiając dzieje polskiej poezji Mickiewicza nazywa naszym Michałem Aniołem, a w twórczości Słowackiego odnajduje styl Corregia i Rafaela. Dowodzi obszernie, że Słowacki jest logicznym następstwem twórczości Mickiewicza i o ile autor Pana Tadeusza jawi mu się jako siła dośrodkowa, to Słowacki jest siłą odśrodkową.
Krasiński analizuje kolejno najważniejsze dzieła Słowackiego, subtelnie charakteryzuje jego artyzm, intuicję poetycką, znakomitą formę. Przeprowadza znakomitą analizę języka starszego poety. Bardzo zręcznie odpiera też zarzuty krytyków. 
Kilka słów stanowi drugą, obok opublikowanego w 1830 Listu o stanie obecnym literatury polskiej, rozprawę krytyczną Krasińskiego.